# NK Rovinj
Nogometni klub Rovinj (tal.: Club Calcio Rovigno), nogometni je klub iz grada Rovinja, osnovan 1919. godine. 
U sezoni 2023./24. natječe se u 3. NL – Zapad.

## Povijest
Prve utakmice u Rovinju igrali su prije Prvog svjetskog rata mađarski vojnici na improviziranom igralištu Campolongo.
Prva gradska momčad formirana je 1919. pod nazivom Fascio Democratico Sportivo. Dvije godine kasnije klub dobiva primjereniji naziv Federico Riosa, u spomen Rovinjcu koji je u ratu napustio austrijsku vojsku i poginuo na Hermadi boreći se na strani talijanskih jedinica. Nakon godina igranja prijateljskih i kup utakmica na tratini Tiere russe kod željezničke stanice, klub se 1928. prijavio na prvo istarsko nogometno prvenstvo. Već iduće godine započeli su radovi na izgradnji novog nogometnog igrališta na Valbruni, gdje se od 1932. i igralo.
Prvi uspjesi stigli su nakon što je klub 1936. dobio pokrovitelja i ime tvornice ribljih konzervi Ampelea. Već u idućoj sezoni S.C. Ampelea osvaja prvo mjesto u Istarskoj ligi i ulazi u Drugu talijansku ligu, a posljednju sezonu pred rat nastupala je u Istarskoj ligi.
Klub su obnovili 1945. Jedinstveni rovinjski sindikati kao Rovinjsko sportsko društvo, pa je klub ponio ime SD Rovinj. Već u sezoni 1946./47. klub je osvojio Istarsko prvenstvo i ušao u tadašnju V zonu.
Masovni egzodus je međutim toliko oslabio gradsku momčad, da je dvije sezone odigrala pod nazivom Tvornica Duhana. Od tada se klub zove NK Rovinj.
Tek sredinom šezdesetih godina, s novom sposobnom upravom, dovršen je stadion Valbruna, zasađen novi travnjak, pa je počeo uspon rovinjskog nogometa. Povijesno razdoblje započelo je 1970., kada je Rovinj ušao u Drugu ligu.
Početkom 90-tih počeo je novi uspon. Pred sam rat Rovinj je postigao najveći uspjeh probivši se u osminu finala Kupa Jugoslavije, ali se zbog nestabilnog ozračja odustalo od putovanja u Sarajevo, gdje je domaćin trebao biti Željezničar. Za nadoknadu, novoosnovani Hrvatski nogometni savez je 1992. uvrstio klub u četvrtfinale Kupa Hrvatske, u kojem je ispao od Dinama.
Nakon prvog mjesta u Trećoj ligi – Zapad Rovinj se u sezoni 1992./93. borio za prvo mjesto u Drugoj ligi – Jug, a u idućoj sezoni osvojio je peto mjesto. Nakon toga je do 1999. nastupao u Drugoj ligi – Zapad, a potom u Trećoj ligi – Zapad. Zbog reorganizacije natjecanja u sezoni 2006./07. Rovinj je igrao u Četvrtoj ligi – Zapad.
Nakon osvojenog prvog mjesta sve do 2012. nastupao je u Trećoj ligi – Zapad.

## Poznati treneri
- Vukašin Višnjevac

## Vanjske poveznice
- Rovinjsport - o klubu  Arhivirana inačica izvorne stranice od 2. ožujka 2009. (Wayback Machine)
- Službene stranice nogometnog kluba Rovinj  Arhivirana inačica izvorne stranice od 12. kolovoza 2014. (Wayback Machine)
- Nogometni leksikon